# Data General Eclipse

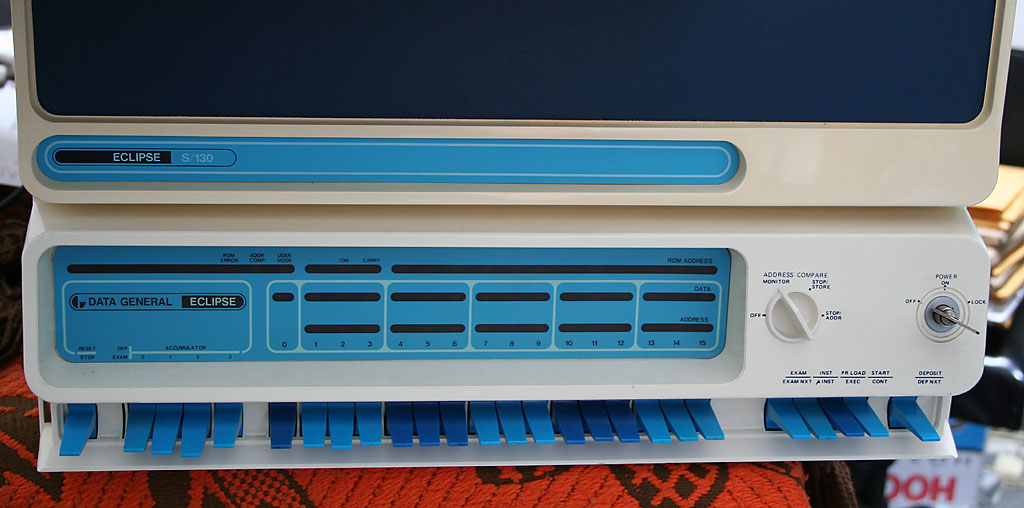
Panel frontal del Data General Eclipse S/130

Eclipse es una línea de microcomputadoras de 16 bits fabricados por Data General. Estos microordenadores salieron a la venta entre los años 1976 hasta 1988. Los Eclipse estaban basados en la Data General Nova, pero incluían soporte para memoria virtual y multitarea. También estaban basados en PDP-8 y PDP-11 pero la principal diferencia es que tenían una arquitectura de registros simple y los stack estaban en una localización diferente a estos.
- Datos: Q5227175
- Multimedia: Data General Eclipse / Q5227175